# Mataratara
Mataratara ist ein Waldgebiet und historisches Gebiet im Norden Namibias unweit der Stadt Rundu. 
Es handelt sich um eines der wenigen dichten Waldgebiete der Gegend. Durch die Zwangsumsiedlung der Mangarangandja und Sarusungu in den 1960er Jahren, wovon noch einige Gräber Zeugnis sind, erlangte das Gebiet historisch Bedeutung. Im Rundu Chiefs Club House hat die südafrikanische Verwaltung 1973 das Okavangoland als Homeland den Kavango übergeben.
Seit dem 1. September 2011 ist das Gebiet ein Nationaldenkmal Namibias.